# Альпола, Антеро
Антеро Альпола (фин. Antero Alpola, 19 февраля 1917, Каави, Великое княжество Финляндское — 11 сентября 2001, Керава, Финляндия) — финский автор, редактор и ведущий радиопрограмм YLE, киносценарист. Был начальником Пертти «Спеде» Пасанена в годы работы последнего на радио.
Считается, что именно Антеро Альпола изобрёл название хумппа для жанра финской танцевальной музыки.